# Monte Caburaí

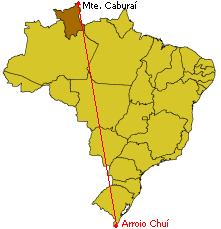
Monte Caburaí en het meest zuidelijke punt van Brazilië (Barra do Chuí).

Monte Caburaí is een berg gelegen op de grens van Brazilië en Guyana. 
De top van de berg is 1.465 meter hoog en vormt tevens het noordelijkste punt van Brazilië. 
Op de berg bevindt zich de bron van de rivier Uailã of Ailã.